# Faboideae
Faboideae of Papilionoideae is een onderfamilie van tweezaadlobbige planten uit de vlinderbloemenfamilie (Fabaceae of Leguminosae). Tot de onderfamilie behoren onder andere de mungboon (taugé) en kousenband.

## Bestuiving
Voor de Faboideae geldt dat als de bloem geen nectar geeft dat de tien meeldraden samen een kokertje vormen. De meeldraden zijn dan eenbroederig. Is er wel nectar aanwezig, dan geeft een losse meeldraad toegang tot de plaats met nectar of zorgt ervoor dat de nectar zich onder in de bloem verzamelt. De vlag draagt dikwijls een honingmerk of is opvallend gekleurd. Dit kroonblad is het uithangbord van de bloem voor insectenbezoek. De nectar zit onder in de bloem, daarom kunnen alleen insecten met een lange tong, zoals hommels bij de nectar komen. Insecten met een te korte tong bijten soms onder in de bloemkroon een gaatje om zo bij de nectar te kunnen komen. Bijna alle bloemen van de Faboideae zijn afhankelijk van insectenbezoek en zijn daar speciaal op ingericht. Enige van de belangrijkste peulvruchten zoals bonen en erwten zijn echter zelfbestuivers. De tuinboon is zowel zelfbestuivend als kruisbestuivend.
Er zijn bij de Faboideae vier verschillende methoden van bestuiving:
- De springveermethode, de zwaarden en de kiel vormen een verende zitplaats voor de bestuivende insecten. Komt een insect op de bloem dan kunnen stijl en meeldraden plotseling tevoorschijn springen en zo het stuifmeel over het insect strooien. Tegelijkertijd raakt de stempel daarbij het lichaam van de hommel of bij aan om zo bestoven te worden.
- De pompmethode, hierbij wordt het stuifmeel steeds met kleine beetjes tegelijk uit de top van de kiel gespoten. Het insect wordt bij deze methode als deze op de kiel gaat zitten vanonder met stuifmeel bedekt.
- De klapstoelmethode, zodra het insect op de bloem gaat zitten veert de kiel naar beneden en komen de stempel en de meeldraden tevoorschijn. Bij het verlaten van de bloem veren ze weer terug.
- De stijlborstelmethode, een schuifje onder de stempel veegt het stuifmeel uit de kiel en strijkt het op het insect af.